# Liste der Stolpersteine in Michelstadt
Die Liste der Stolpersteine in Michelstadt enthält alle Stolpersteine, die im Rahmen des gleichnamigen Projekts von Gunter Demnig in Michelstadt verlegt wurden. Mit ihnen soll an Opfer des Nationalsozialismus erinnert werden, die in Michelstadt lebten und wirkten.

## Verlegte Stolpersteine
| Adresse                          | Verlege- datum | Person, Inschrift | Bild | Anmerkung |
| -------------------------------- | -------------- | --- | ---- | --------- |
| Mauerstraße 19, Michelstadt ·    |                | Hier wohnte David Strauss Jg. 1930 Flucht 1938 Holland interniert Westerbork deportiert 1943 Sobibor ermordet 13.3.1943                                                   |      |           |
| Mauerstraße 19, Michelstadt ·    |                | Hier wohnte Herbert Strauss Jg. 1932 Flucht 1938 Holland interniert Westerbork deportiert 1943 Sobibor ermordet 13.3.1943                                                 |      |           |
| Mauerstraße 19, Michelstadt ·    |                | Hier wohnte Uri Michael Strauss Jg. 1933 Flucht 1938 Holland interniert Westerbork deportiert 1943 Sobibor ermordet 13.3.1943                                             |      |           |
| Erbacherstraße 12, Michelstadt · |                | Hier wohnte Nelly Pluhar geb.Strauss Jg. 1892 deportiert Dez. 1944 Theresienstadt befreit/überlebt                                                                        |      |           |
| Lindenplatz 4, Michelstadt ·     |                | Hier wohnte Auguste Kahn Jg. 1886 deportiert 1942 Theresienstadt ermordet                                                                                                 |      |           |
| Braunstraße 14, Michelstadt ·    |                | Hier wohnte Hedwig Ladenburger geb. Ettlinger Jg. 1899 deportiert 1942 ermordet in Auschwitz                                                                              |      |           |
| Braunstraße 16, Michelstadt ·    |                | Hier wohnte Aron Strauss Jg. 1873 deportiert 27.9.1942 Theresienstadt ermordet 31.1.1943                                                                                  |      |           |
| Braunstraße 22, Michelstadt ·    |                | Hier wohnte Alfred Lorch Jg. 1899 deportiert 1942 Piaski ermordet für tot erklärt                                                                                         |      |           |
| Braunstraße 22, Michelstadt ·    |                | Hier wohnte Dr. Michael Friedrich Oppenheimer Jg. 1904 deportiert 1941 Riga ermordet für tot erklärt                                                                      |      |           |
| Braunstraße 22, Michelstadt ·    |                | Hier wohnte Elise Oppenheimer geb. Strauss Jg. 1878 deportiert 1.9.1942 Theresienstadt ermordet 6.5.1944                                                                  |      |           |
| Braunstraße 22, Michelstadt ·    |                | Hier wohnte Franziska Lorch geb. Oppenheimer Jg. 1903 deportiert 1942 Piaski ermordet für tot erklärt                                                                     |      |           |
| Braunstraße 22, Michelstadt ·    |                | Hier wohnte Heinrich Oppenheimer Jg. 1876 deportiert 1.9.1942 Theresienstadt ermordet 13.9.1942                                                                           |      |           |
| Braunstraße 22, Michelstadt ·    |                | Hier wohnte Hilde Rothschild geb. Rapp Jg. 1899 deportiert 22.11.1941 Kowno ermordet 25.11.1941                                                                           |      |           |
| Braunstraße 22, Michelstadt ·    |                | Hier wohnte Louis Rothschild Jg. 1896 deportiert 22.11.1941 Kowno ermordet 25.11.1941                                                                                     |      |           |
| Braunstraße 22, Michelstadt ·    |                | Hier wohnte Martin Lorch Jg. 1927 deportiert 25.3.1942 Piaski ermordet 4.8.1942 Majdannek                                                                                 |      |           |
| Friedhofstraße 4, Michelstadt ·  |                | Hier wohnte Ludwig Neu Jg. 1886 deportiert 1942 Piaski ermordet |      |           |
| Friedhofstraße 4, Michelstadt ·  |                | Hier wohnte Meta Neu Jg. 1882 deportiert 1942 Piaski ermordet |      |           |
| Friedhofstraße 4, Michelstadt ·  |                | Hier wohnte Moses Neu Jg. 1884 deportiert 1942 Piaski ermordet |      |           |
| Große Gasse 16, Michelstadt ·    |                | Hier wohnte Johanna Morgenthau Jg. 1875 deportiert 1942 Riga ermordet |      |           |
| Große Gasse 20, Michelstadt ·    |                | Hier wohnte Bella Haas geb. Strauss Jg. 1897 deportiert 1941 Minsk ermordet                                                                                               |      |           |
| Große Gasse 20, Michelstadt ·    |                | Hier wohnte Fred Haas Jg. 1928 deportiert 1941 Minsk ermordet |      |           |
| Große Gasse 20, Michelstadt ·    |                | Hier wohnte Leopold Haas Jg. 1924 deportiert 1941 Minsk ermordet |      |           |
| Große Gasse 20, Michelstadt ·    |                | Hier wohnte Margarit Haas Jg. 1924 deportiert 1941 Minsk ermordet |      |           |
| Große Gasse 20, Michelstadt ·    |                | Hier wohnte Werner Josef Haas Jg. 1926 deportiert 1941 Minsk ermordet |      |           |
| Große Gasse 20, Michelstadt ·    |                | Hier wohnte Erna Bacharach geb. Strauss Jg. 1899 Flucht 1939 Holland interniert Westerbork deportiert 25.2.1944 Theresienstadt tot auf Transport nach Auschwitz 1.10.1944 |      |           |
| Große Gasse 22, Michelstadt ·    |                | Hier wohnte Edgar Gustav Rothschild Jg. 1929 deportiert 1942 Piaski ermordet                                                                                              |      |           |
| Große Gasse 22, Michelstadt ·    |                | Hier wohnte Meta Rothschild geb. Levi Jg. 1897 deportiert 1942 Piaski ermordet                                                                                            |      |           |
| Große Gasse 22, Michelstadt ·    |                | Hier wohnte Moritz Rothschild Jg. 1890 deportiert 1942 Piaski ermordet |      |           |